# Кабернарди (Анкона)
Кабернарди је насеље у Италији у округу Анкона, региону Марке.
Према процени из 2011. у насељу је живело 240 становника. Насеље се налази на надморској висини од 381 м.